# Carlo Centurione Scotto (avvocato)
Carlo Centurione Scotto (Genova, 19 ottobre 1877 – Alassio, 26 marzo 1958) è stato un avvocato e politico italiano.
Parlamentare del regno d'Italia per undici anni, la sua vita fu segnata dalla prematura morte del figlio Vittorio in un incidente aereo: tale tragedia lo portò ad interessarsi allo spiritismo e a organizzare numerose sedute spiritiche nel proprio castello di Millesimo (provincia di Savona) nel tentativo di mettersi in contatto con l'anima del defunto. I resoconti di quelle riunioni, ed in particolare un presunto caso di teletrasporto, divennero molto conosciuti e discussi a livello internazionale, anche con aspre polemiche che portarono alle clamorose dimissioni per protesta di sir Arthur Conan Doyle dalla Società per la Ricerca Psichica di Londra.

## Biografia

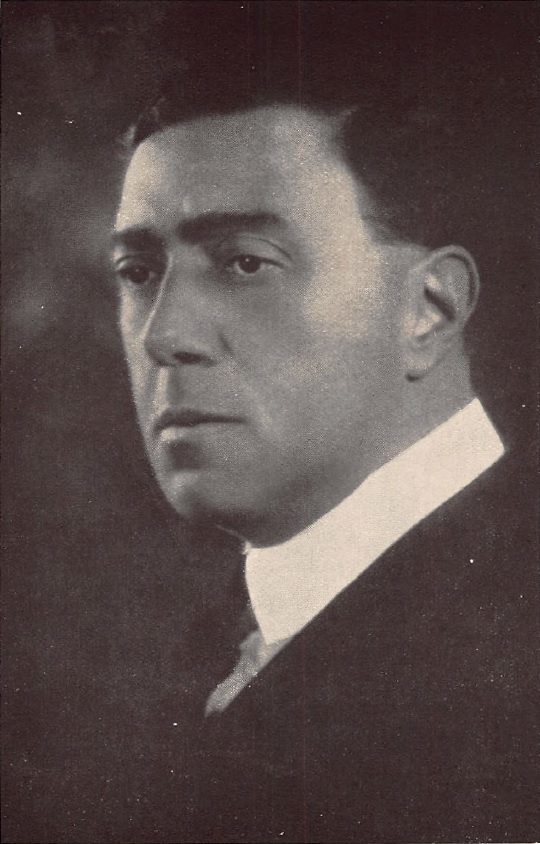
Il marchese Carlo Centurione Scotto nel 1929

Appartenente ad una casata con rango marchionale che aveva dato alla repubblica di Genova ben sei dogi e che, sembra avesse avuto fra i suoi dipendenti anche Cristoforo Colombo, fu cultore di ogni forma d'arte e grande appassionato di ippica. Sposò in prime nozze nel 1899 la marchesa Maria Luisa Cattaneo di Belforte (1881–1939), da cui ebbe i figli Vittorio, (1900-1926), pilota di aerei, e Giacomo (detto Mino, 1906–1997), in seconde nozze nel 1942 con Teresa Calleri (1905-1987).
Il marchese avvocato Carlo Centurione Scotto, ereditò il titolo nobiliare di X Principe del Sacro Romano Impero nel 1942, alla morte dell'avo Giulio Centurione Scotto IX Principe del Sacro Romano Impero (1865-1942).
Questo ramo nobiliare Centurione Scotto è sepolto nella cripta della Cappella S.Giacomo di Genova Borzoli dal 1856, per volontà del VII Principe del Sacro Romano Impero, Giulio Carlo Centurione Scotto (1791-1878).
Nel XIX secolo il marchese Carlo Centurione Scotto ereditò da una sua ava Badessa (che lui stesso ritrasse in dipinto quale apprezzato artista) e dal Conte Luigi Zerbino (imparentato con i Rivarola, di tradizione alberghiera in Varazze e Sampierdarena), ingente somma di denaro e varie proprietà tra i quali l'ex monastero di Santo Stefano a Millesimo (provincia di Savona), che nel 1909 fece restaurare dagli architetti fiorentini Gino Coppedè e Adolfo Coppedè che lo trasformarono in un castello in stile eclettico neo gotico-rinascimentale, con simboli massonici. I dipinti furono affidati al pittore genovese Aurelio Craffonara, che riportò scene simboliche naturalistiche, nobiliari, celtiche e medioevali, con una raffigurazione dei marchesi Enrico del Carretto e suoi discendenti, (proprietari che nel 1206 lo donarono alle monache cistercensi che vi vissero sino all'avvento di Napoleone Bonaparte nel 1802), nonché stemmi del Regno d'Italia e della Repubblica di Genova, dei nobili Rivarola, Cattaneo Di Belforte, Centurione Scotto e Scotto, avi dei proprietari coniugi Marchesi. Vi sono anche riportate le scritte latine: motto dei Centurione “Centuplum Germinabit” (Fruttificherà il centuplo), “Frangar non flectar” (Mi spezzerò ma non mi piegherò), “Periculum Magnum magna spes” (Sallustio “Bellum Catilinae” Discorso di Catilina: A grande pericolo, grande speranza), “Sapentia et labor nobilitatem gignunt” (Sapienza e lavoro accrescono la notorietà), “Homo Humus Fama Fumus Finis Cinis” (L'uomo è terra, la fama è fumo, la fine è cenere).
Venne eletto alla Camera dei deputati nel 1909 nel collegio elettorale di Cairo Montenotte e riconfermato nel 1913. Nello stesso anno venne denunciato per diffamazione a mezzo stampa a danno dell'on. Bovetti. Il 18 novembre 1918, in occasione della riapertura dei lavori parlamentari dopo la vittoria della prima guerra mondiale, accusò pubblicamente Giovanni Giolitti di tradimento alla patria, avendo assistito personalmente, travestito da facchino d'albergo, ad un presunto incontro segreto tra lo statista italiano, alcuni parlamentari e l'ex primo ministro francese Joseph Caillaux avvenuto a Bardonecchia il 12 agosto 1917 per organizzare una rivoluzione a Torino. Tale scandalo portò all'apertura di un'indagine da parte del Tribunale militare di Genova e di una commissione parlamentare appositamente costituita e presieduta da Francesco Pistoja per accertare - secondo le parole di Giolitti - se alla Camera ci fosse "un traditore o un calunniatore", ma l'esame dei documenti prodotti non fornirono alcun fondamento alle accuse di tradimento, tanto che alla fine più voci chiesero l'allontanamento permanente dell'onorevole Centurione Scotto, ormai isolato dai suoi stessi compagni di partito, dall'aula della Camera dei deputati.
Fu sindaco di Millesimo nel 1928-1929 e quale liberale monarchico rifiutò sia la tessera fascista (che gli fece perdere carriera e proprietà), sia la pensione da onorevole parlamentare, per dignità.
Il 16 marzo del 1906, quale cavallerizzo pluripremiato, vinse la sfida contro Buffalo Bill, quale unico italiano restando per oltre 15 secondi sul dorso di un cavallo selvaggio, durante il “Buffalo Bill’s Wild West” in Genova: il premio fu un attestato manoscritto autografo e 500 Lire.
Fu scultore del busto dello scrittore garibaldino Giuseppe Cesare Abba, in Cairo Montenotte (SV), realizzata nel 1911 (come da pubblicazione su “La cultura moderna Natura ed Arte - anno XXI” casa editrice dottor Francesco Vallardi - Milano 1911-1912), apposta davanti alla sede della “Società Operaia di mutuo soccorso” più tardi nel 1934 (Corriere della sera 23/7/1934).
Nel 1917 fu volontario con il primogenito Vittorio nella I Guerra Mondiale.
Nel 1919 fu tra i legionari che occuparono Fiume guidati da Gabriele D'Annunzio.
A seguito della tragica morte del figlio Vittorio Centurione Scotto, schiantatosi con un idrovolante nel Lago di Varese il 21 settembre 1926 durante gli allenamenti per la Coppa Schneider, Carlo e la moglie non vollero mai rassegnarsi e cercarono invano di contattare l'anima del figlio attraverso sedute spiritiche nel proprio "castello di Millesimo". Fu anche invitato nel castello il medium statunitense George Valiantine giunto in Italia nel 1928, lo spiritista Ernesto Bozzano e presenziò anche lo studioso di paranormale Alfredo Ferraro. Nella seduta spiritica del 29/7/1928 Il marchese Carlo, si smaterializzò dalla sala delle sedute spiritiche alla scuderia, situazione poi smentita dal suo nocchiere Francesco Nardi, il quale fu complice di tale goliardica “magia”.
In questi anni di disperazione, vennero contratti diversi debiti per l'alto tenore di vita sostenuto con 21 dipendenti in servitù, 12 cavalli, 2 carrozze e 2 automobili, che portarono la famiglia alla rovina, (causa anche la dipendenza del marchese al gioco di carte d'azzardo nella speranza di risorgere in fortuna), ma soprattutto della vendetta politica della milizia fascista genovese antagonista, che istigando e coinvolgendo una donna disagiata, per un presunto figlio illegittimo, lo portò in tribunale a richiedere ingente risarcimento in denaro. Il castello e i terreni di Ronchi di Osiglia furono pignorati, messi all'asta e venduti per pochi soldi, rispetto al valore storico ed artistico soprattutto del Castello restaurato: dapprima in asta per 1 milione di Lire in contanti della ditta SIM, (società immobiliare millesimese “fittizia”, composta dal rappresentante della milizia fascista genovese e l'amministratore della marchesa Fracassi di Genova, i quali furfanti sparirono alla rivendita nel 1939) come da bando d'asta del Tribunale di Savona del 1938: fu poi rivenduta dalla Sim alla famiglia Bruno per 3 milioni di lire.
La prima moglie Luisa sposata nel 1899, invece morì di crepacuore all'età di 53 anni nel 1939 accompagnata dalla dama di compagnia Francesca Verde a Roma, dopo che Vittorio Emanuele II le aveva rifiutato la concessione di un ulteriore prestito, nel vano tentativo di salvare almeno il castello dall'asta. Ormai costretto alla miseria, Carlo Centurione Scotto si dedicò all'arte e si risposò nel 1942 con la sarta di famiglia Teresa Calleri (1905-1987), che ereditò il titolo di principessa e che lo accudì fino alla morte nel 1958 in Alassio (SV).
Il secondogenito Giacomo, appassionato di sport sidecar e rugby, laureato in chimica a Milano, lavorò dapprima in Acna di Cengio (SV) e poi divenne dirigente della Montedison e visse sempre all'ombra del ricordo del fratello aviatore, assistendo nel 1997 ad un'ultima vana seduta spiritica con Alfredo Ferraro in Genova, morendo lo stesso anno a Genova. Giacomo donò il Castello di Roccavignale all'omonimo Comune nel 1981, unica proprietà salvata dall'asta nel 1939, per concessione dei Bruno. Riposa con i suoi avi, nella cripta della cappella S.Giacomo di Genova Borzoli fra le due principesse sue consorti, 1ª sposata nel 1936 Eugenia Centurione Scotto (1909-1984) e 2ª sposata nel 1985 Lombardi Vittoria Ida (1908-1998). L'unico erede del 1938, Carlo come il nonno, fu accudito fin dalla tenera età dalla madre Eugenia (moglie e cugina di Giacomo) nella tenuta di Mezzana di Pisa, dei coniugi Tito Tizzoni e marchesa Viola Cattaneo Di Belforte, sorella della nonna Luisa deceduta prematuramente nel 1939. 

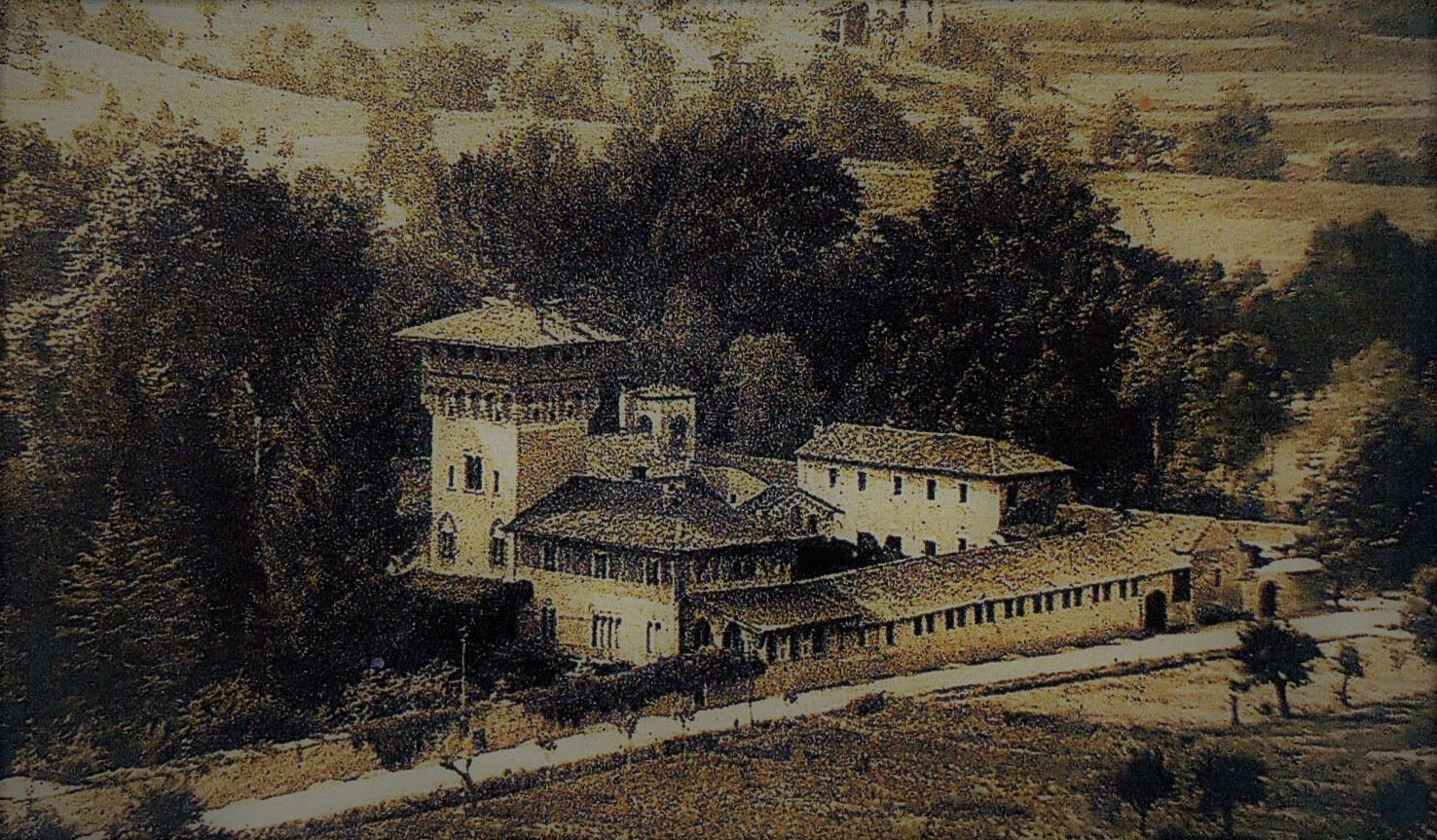
Il castello Centurione Scotto nel 1928 all'epoca delle sedute spiritiche

## Le sedute spiritiche di Millesimo
Dopo la tragica morte del figlio Vittorio, Carlo Centurione Scotto cercò conforto nella lettura del libro Verso le stelle di Herbert Dennis Bradley, in cui venivano riportati i fenomeni medianici di voce diretta avvenuti alla presenza del medium statunitense George Vallantine. Per il tramite dello spiritista Ernesto Bozzano, Carlo Centurione Scotto fu invitato a Londra per partecipare a tre sedute tenute da Valiantine nell'aprile 1927 a casa di Bradley, durante le quali si sarebbe manifestata la voce del figlio Vittorio tramite lo spirito-guida Bert Everett. Pur non essendo convinto dell'autenticità di quanto avvenuto, Carlo Centurione Scotto tornò in Italia con una tromba acustica d'alluminio donata da Vallantine, con cui continuò gli esperimenti di voce diretta.

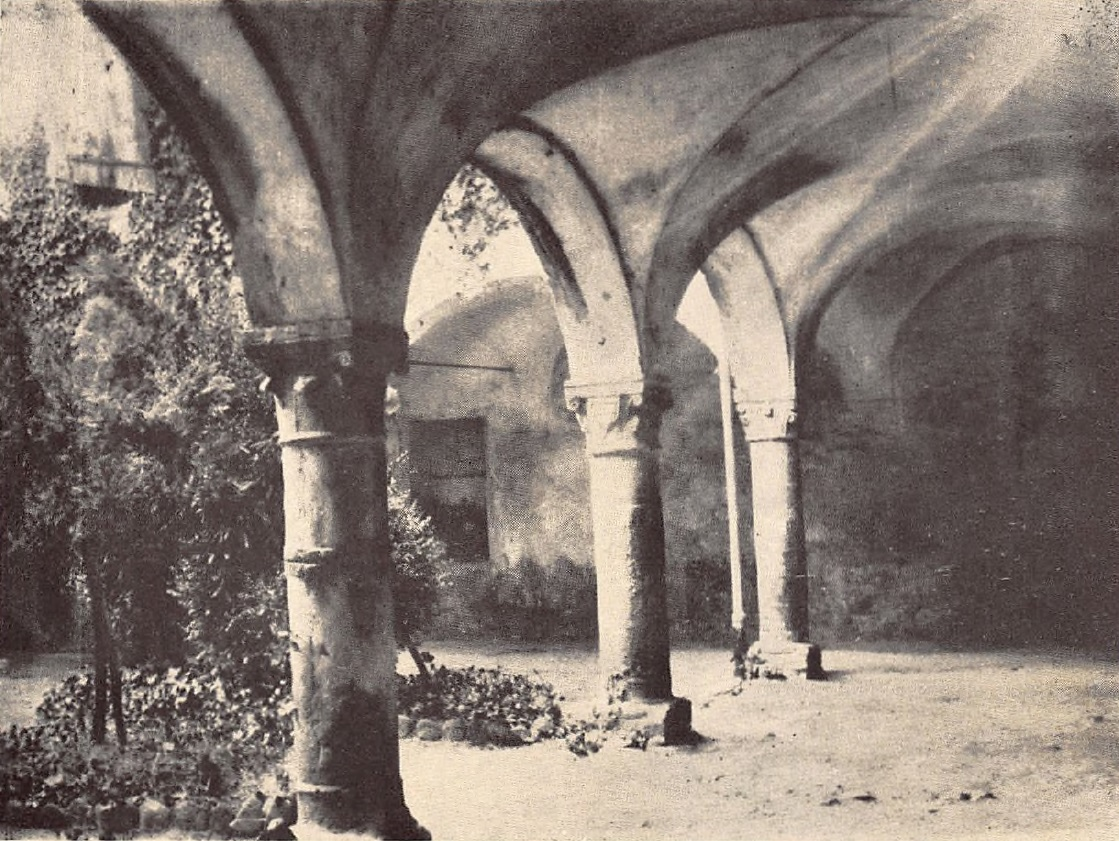
Chiostro dell'ex monastero di Santo Stefano, nel castello Centurione a Millesimo (1929)

Già alla prima seduta spiritica nel castello di Millesimo, diretta da Ernesto Bozzano e con la partecipazione dei coniugi Paolo E. Rossi e Fabienne Fabrége Rossi, le trombe acustiche avrebbero iniziato a levitare in aria, producendo la voce diretta e altre manifestazioni paranormali, tra cui l'apparizione di Eusapia Palladino. Tra il 1927 e il 1929 vennero organizzate molte sedute spiritiche, i cui resoconti furono pubblicati da Bozzano sulla rivista Luce e Ombra e poi raccolti in un libro Altri partecipanti alle sedute furono il professor Tullio Castellani con la moglie Elena, contessa di Colbertaldo di Venezia, i fratelli Gildo e Arrigo Passini, Mino Centurione e la statunitense Gwendolyn Kelley Hack.
I racconti dell'epoca parlano di sedute con voci spirituali, con l'apparizione di un pastore siciliano chiamato Cristo D'Angelo come spirito guida e della materializzazione di piccoli oggetti. In seguito lo stesso marchese scoprì di possedere facoltà medianiche. Infatti, la notte di domenica 29 luglio 1928 si sarebbe verificato uno straordinario episodio della smaterializzazione del marchese, che scomparve improvvisamente verso le 23:30 dalla sala della seduta spiritica (le cui porte erano chiuse con sigilli e ceralacca) dopo aver detto di non sentirsi più le gambe. Solo dopo l'intervento di un altro spirito-guida invocato dalla signora Hack a cui avrebbe fornito alcune indicazioni tramite scrittura automatica, il marchese fu ritrovato verso la 1:00 profondamente addormentato "mentre russava come un violoncello" su un cumulo di fieno e avena nella scuderia, la cui porta era chiusa dall'esterno, con la chiave ancora infilata nella toppa esterna. Dopo essere stato svegliato dal torpore, il marchese si mise a piangere e accusare gli altri partecipanti della seduta per avergli fatto uno scherzo terribile, non credendo possibile l'avvenuto trasporto paranormale del medium.
I resoconti delle sedute e la notizia della smaterializzazione del marchese vennero pubblicate in inglese nel gennaio-aprile del 1929 da Gwendolyn Kelley Hack e E. Maude Bubb e fecero molto scalpore a livello internazionale, non essendosi mai verificato un evento del genere in tempi moderni. I fatti di Millesimo furono oggetto di ampia discussione nella Società per la Ricerca Psichica di Londra: nel 1930 Theodore Besterman e Rudolf Lambert espressero il parere che si fosse trattato di un trucco o un imbroglio, mentre sir Arthur Conan Doyle (autore dei romanzi di Sherlock Holmes) credette vera la storia e diede le dimissioni da socio onorario in segno di protesta, insieme ad altri 77 membri della società.
Negli anni 1990, a seguito di un'indagine del CICAP, è stato scoperto un secondo accesso alle scuderie collegato ad un cortile interno della residenza, cosicché è stato ritenuto ''probabile che il principe abbia voluto vendicarsi dei tanti ciarlatani che lo presero in giro approfittando del suo dolore di padre". Nel 1997-1998 una medium cercò di replicare alcune sedute spiritiche alla presenza di Mino Centurione Scotto, ma venne smascherata dagli esperti del CICAP.